# Cardington (Ohio)

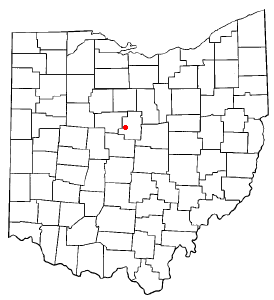
Cardington na planie stanu Ohio

Cardington – wieś w USA, w stanie Ohio, w hrabstwie Morrow.
Liczba mieszkańców w 2010 roku wynosiła 2 047, a w roku wynosiła 2 046.